# 万盛桥
万盛桥，位于江苏省兴化市荻垛镇荻垛村，系清道光五年（1825年）由董万盛（1777-1841）所建，东西向，四架桥桩高达5米，两两呈八字形插入河。桥面由9块长石板铺就，长24米，宽仅1.35米。2009年11月4日，万盛桥公布为第三批兴化市文物保护单位。2019年3月20日万盛桥公布为第八批江苏省文物保护单位。